# ذاكرة غير متطايرة
الذاكرة اللامتطايرة أو غير المتطايرة (بالإنجليزية: Non-Volatile Memory)‏ هي أحد أنواع ذاكرات الحاسوب والتي نستطيع استعادة المعلومات المحفوظة عليها حتى لو حصل انقطاع للتيار الكهربائي سواء كان التيار من بطارية أو من مصدر طاقة رئيسي ومن الأمثلة على هذا النوع ذاكرة القراءة فقط وذاكرة الفلاش والذاكرة الكهروضوئية (ذاكرة الوصول العشوائي الكهروحرارية) ومعظم أنواع وسائط تخزين بيانات الحاسوب المغناطيسية مثل القرص الصلب والقرص المرن والشريط الممغنط والأقراص الضوئية وأيضا أحدث أنواع ذاكرات الحاسوب مثل البطاقة المثقبة والشريط المثقب.
وهذا المقال عن ثلاث أنواع من ذاكرات الحاسوب المميزة:
- NVS:وسائط تخزين بيانات الحاسوب المستديمة التقليدية (التخزين التقليدي غير المتطاير) في الأقراص الميكانيكية (الأقراص الميكانيكية) مثل القرص المرن والقرص الصلب والأقراص الضوئية إلخ.
- NVM: الذاكرات المستديمة داخل الدوائر المطبوعة مثل ذاكرة الفلاش وذاكرة قراءة فقط قابلة للمحو والبرمجة كهربائيا ووسائط التخزين الثابتة إلخ.
- NVMM:ذاكرات الحاسوب المستديمة الرئيسية داخل الدوائر المطبوعة (التخزين داخل رقائق الذاكرة الرئيسية غير المتطايرة) مثل ذاكرة الوصول العشوائي التي تعمل عن طريق تغيير المقاومة للعازل الكهربائي (Re-RAM).

## نظرة عامة
عادةً ما تستخدم الذاكرة المستديمة لمهمة تخزين بيانات ثانوية أو لتخزين بيانات ثابتة على الأمد الطويل. ونجد أن استخدام الذواكر المتبخرة والتي تكون في صورة ذاكرة الوصول العشوائي في وسائط تخزين بيانات الحاسوب الرئيسية اليوم هو الأكثر والأوسع انتشارًا وهذا النوع من الذاكرات مختلف، بمعنى أنه بمجرد انقطاع التيار الكهربائي عن الحاسوب فإننا نفقد كل البيانات المحفوظة عليها. ولكن معظم أنواع الذاكرات المستديمة غير ذلك لأن هذا النوع له قيود تمنعه من أن يستخدم في وسائط تخزين بيانات الحاسوب الرئيسية. وعادةً ماتكلف الذاكرة المستديمة أكثر، ويكون أدائها أقل أو بمعنى آخر تكون قدرتها على تحمل الكتابة عليها أسوء من نظيرتها القابلة للتطاير.
ويمكننا تصنيف أنواع الذاكرات المستديمة من حيث نوع المعالجة فهناك وسائط تخزين ذات معالجة كهربائية مثل ذاكرة القراءة فقط ووسائط تخزين ذات معالجة ميكانيكية مثل الأقرص الصلبة والقرص الضوئي والشريط المغناطيسي وتخزين البيانات المجسم. وسائط التخزين ذات المعالجة الكهربائية تكلف أكثر ولكنها أسرع على عكس نظيرتها الميكانيكية تكلف أقل ولكنها أبطأ.
وتعمل العديد من الشركات على تطوير الذاكرة المستديمة من حيث السعة والسرعة لتقارب نظيرتها الذاكرة القابلة للتطاير، وإذا نجح هذا سوف يحد نسبيًا من استخدام النماذج البطيئة من هذا النوع مثل القرص الصلب.

## الذاكرة المستديمة ذات المعالجة الكهربائية
الذاكرات المستديمة من أشباه المواصلات الكهربائية من النوع المعالج كهربائيًا يمكن تصنيفها حسب آلية الكتابة عليها. فهناك ذاكرات القراءة فقط المقنعة وهي مصنعة للبرمجة فقط، عادةً ما تستخدم هذه الأنوع في تصنيع الأجهزة الكبيرة الحجم والتي لا تحتاج إلى عمل تحديث لبرمجتها بعد انتهاء عملية التصنيع. وهناك أيضًا ذاكرات القراءة فقط القابلة للبرمجة وهذه الأنواع يمكن تعديل وتحديث البرنامج المكتوب عليها بعد انتهاء التصنيع، ولكن هذا يتطلب مبرمج خاص للقيام بهذه المهمة. حيث أن البرامج تكون دائمة، ولكن كثرة التعديلات والتحديثات تتطلب تغيير الجهاز، وذلك لأن البيانات تخزن عن طريق تغيرات فيزيائية مثل حرق أجزاء التخزين في الأجهزة.

### ذاكرة القراءة فقط
هي عبارة عن ذاكرة للقراءة فقط ولكنها قابلة للمحو والتغؤير أكثر من مرة، ولكن لإتمام هذه عملية يتطلب الأمر دائرة برمجة خاصة، وهذا النوع من الذاكرات به نافذة كوارتز تسمح بمرور الأشعة فوق البنفسجية إليه ليتم محو البيانات القديمة وأثناء هذا الإجراء يتم محو كل ما هو محفوظ عليها بالكامل

### ذاكرة وميضية
هي عبارة عن شريحة ذات حالة صلبة تحافظ على البيانات المخزنة دون الحاجة إلى مصدر طاقة خارجي. تعتبر ذاكرة الفلاش قريبة جدًا من ذاكرة القراءة فقط القابلة للبرمجة كهربائياً ولكنها تختلف عنها في أن عمليات المسح يجب أن تتم على أساس كتلة، كما أن سعتها أكبر بكثير من سعة هذه الذاكرة. تستخدم أجهزة ذاكرة الفلاش تقنيتين مختلفتين - بوابة اختيار سالبة وبوابة اقتران سالبة - لرسم خرائط البيانات. توفر ذاكرة بوابة الاختيار السالبة وصولاً عشوائيًا عالي السرعة، حيث تقرأ البيانات وتكتبها في مواقع ذاكرة محددة؛ يمكنها استرداد بايت واحد فقط. تقرأ ذاكرة بوابة الاقتران السالبة وتكتب البيانات بشكل تسلسلي بسرعة عالية، حيث تتعامل مع البيانات في كتل. ومع ذلك، فهي أبطأ في القراءة مقارنة بالاختيار السالبة. تقرأ ذاكرة الاقتران السالبة البيانات بشكل أسرع مما تكتبها، حيث تنقل صفحات كاملة من البيانات بسرعة. تعتبر تقنية الاقتران السالبة أقل تكلفة من الاختيار السالبة الوميضية في الكثافة العالية، وتوفر سعة أعلى لنفس حجم السيليكون.